# جون أستروم
جون هارولد أوستروم (بالإنجليزية: John Ostrom)‏ (16 يوليو 2005 18 فبراير 1928) كان عالم الحفريات الأميركي الذي أحدث ثورة الفهم الحديث للديناصورات في ستينيات القرن العشرين. وقد أظهر أوستروم أن الديناصورات كانت أشبه بطيور كبيرة لا تطير من كونها مثل السحالي (أو "العظاءات") كما اقترح توماس هنري هكسلي في ستينيات القرن التاسع عشر.

## روابط خارجية
- الديناصورات في حديقتك